# Wanz (Sänger)
Wanz (* 23. Mai 1968 in Seattle, Washington; eigentlich Michael Wansley, auch TeeWanz) ist ein US-amerikanischer R&B-, Soul-, Hip-Hop- und Popsänger.

## Biografie
International bekannt wurde er durch den Titel Thrift Shop, der in Zusammenarbeit mit dem Rapper Macklemore und dem Produzenten Ryan Lewis entstand. Das Lied erreichte Anfang 2013 in Australien, Kanada, Dänemark, Finnland, Frankreich, Neuseeland, Norwegen, in der Schweiz, in Großbritannien und in den Vereinigten Staaten Platz eins der Charts. Er ist hauptsächlich für seine tiefe Soulstimme bekannt.